# Alexitímia
Alexitímia, dels mots grecs λεξις i θυμος (que significa literalment: sense paraules per a les emocions), és un concepte ideat per Peter Sifneos l'any 1972 per descriure un estat de deficiència per entendre, processar o descriure emocions.
Es tracta d'un trastorn bastant estès entre la població, afecta a una de cada set persones. L'alexitímia es manifesta en un 85% dels afectats per trastorns de l'espectre autista.
Els neuròlegs han observat anomalies a una zona cerebral, la funció de la qual és vincular el cresol de les emocions amb la zona que pren coneixement d'aquestes emocions, les analitza i les formula. Els alexitímics, en comptes de mostrar una activitat cerebral adaptada a la intensitat emotiva de la situació, com és el cas normal, manifesten una activitat o massa dèbil o massa intensa, que pertorba l'aparença justa de l'experiència emocional.

## Causes
L'alexitímia es caracteritza per una deficient mentalització de les emocions: les sensacions corporals apareixen escassa o nul·lament associades a estats mentals. És versemblant que les seves causes s'hagin de buscar en els primers anys de la infància. El nen petit, que encara no posseeix estats mentals jerarquitzats i associats a conceptes o paraules, aborda el món de les emocions mitjançant el seu cos. En un estat posterior, els sentiments de desitjos o de còlera es manifesten també mitjançant sensacions somàtiques. Més endavant arriba l'edat en què resulta necessari ordenar aquest conjunt de sensacions orgàniques en un tot coherent, aprendre que els altres experimenten sensacions similars i trobar un codi comú per identificar-les, per poder convertir-se en un ser social i reflexiu.
Els pares ocupen un paper molt important en aquesta evolució canalitzant amb les seves paraules les sensacions físiques fins a la mentalització; això és, fins a l'adscripció d'etiquetes a aquestes sensacions, que serviran per identificar-les i comunicar-les. Aquests intercanvis lingüístics és probable que siguin determinants per la formació d'amplis repertoris de sensacions associades a paraules o pensaments.
Al cervell infantil, la informació passa des dels centres de percepció de les emocions fins als centres de categorització, reflexió, llenguatge i de percepció auditiva.
Si els pares, per qualsevol raó (depressió, personalitat fràgil, inestabilitat emocional o fins i tot alexitímia) no aporten al nen suficients indicacions verbals sobre les emocions que experimenta; aquest pot trobar-se mancat de paraules, reflex de la pobresa de sentiments identificats.
És probable que més endavant es refereixi sistemàticament a les seves sensacions corporals, sense aconseguir que les sensacions tinguin accés al nivell dels estats mentals, del còrtex, del llenguatge.